# Bironico
Bironico es una antigua comuna suiza del cantón del Tesino, situada en el distrito de Lugano, círculo de Taverne.

## Fusión
A partir del 21 de noviembre de 2010 la comuna de Bironico es una de las cinco "fracciones" de la comuna de Monteceneri, junto con las antiguas comunas de Camignolo, Medeglia, Rivera y Sigirino.
Bironico fue una de las cinco comunas en aprobar la primera votación consultativa del 25 de noviembre de 2007 en la que se preguntaba a los votantes si estaban de acuerdo con la fusión de las siete comunas en una sola denominada Monteceneri. En Bironico de un total de 263 votos (68% de participación), 212 fueron a favor (81%), mientras que 51 fueron desfavorables (19%). En la segunda votación del 25 de abril de 2010, de un total de 287 votos (71% de participación), 234 fueron a favor (82%), mientras que 50 fueron desfavorables (17,6%).

## Geografía
Situada al norte del distrito de Lugano, la antigua comuna limitaba al oeste y norte con la comuna de Rivera, al este con Cadenazzo y Medeglia, y al sur con Camignolo.